# Distrito electoral de East Camp Clarke
East Camp Clarke (en inglés: East Camp Clarke Precinct) es un distrito electoral ubicado en el condado de Morrill en el estado estadounidense de Nebraska. En el Censo de 2010 tenía una población de 1285 habitantes y una densidad poblacional de 3,45 personas por km².

## Geografía
East Camp Clarke se encuentra ubicado en las coordenadas 41°32′8″N 103°2′4″O / 41.53556, -103.03444. Según la Oficina del Censo de los Estados Unidos, East Camp Clarke tiene una superficie total de 372.09 km², de la cual 371.5 km² corresponden a tierra firme y (0.16%) 0.59 km² es agua.

## Demografía
Según el censo de 2010, había 1285 personas residiendo en East Camp Clarke. La densidad de población era de 3,45 hab./km². De los 1285 habitantes, East Camp Clarke estaba compuesto por el 90.82% blancos, el 0.47% eran afroamericanos, el 0.62% eran amerindios, el 0.93% eran asiáticos, el 4.98% eran de otras razas y el 2.18% pertenecían a dos o más razas. Del total de la población el 14.71% eran hispanos o latinos de cualquier raza.